# Villa Bozzi
Villa Bozzi (originariamente villa Macedonio poi villa Dupont) è una delle ville storiche di Napoli; è locata in via Ponti Rossi, sulla collina di Capodimonte.

## Storia
Sul suolo dove oggi sorge la struttura, agli inizi dell'ottocento, sorgeva un casino di proprietà di Filippo de Angelis; questo edificio, il 20 maggio 1808 fu donato da Giuseppe Bonaparte al suo intendente di Casa Reale, Luigi Macedonio, il quale anche dopo il ritorno al trono di re Ferdinando I delle Due Sicilie riuscì a mantenerne la proprietà e, in più, la trasformò ispirandosi ai rustici chalet svizzeri. Anche l'area verde venne rifatta e furono creati sentieri, piccoli viali, boschetti, ecc..
Tuttavia, nell'ottobre del 1825, quando passò a Maurizio Dupont, ispettore generale dei Dazi Indiretti, la struttura acquistò una veste neoclassica, essendo stata rifatta da Luigi e Stefano Gasse (1830-1831). La villa fu venduta a Lady Errichetta Drummond. La villa storica appartiene alla Curia arcivescovile di Napoli che la acquistò dalla famiglia Bozzi nel 1984. Ha ospitato per anni il seminario minore, intitolato a papa Paolo VI.

## Architettura
La struttura in oggetto, nel corso del tempo, ha subito numerosi rimaneggiamenti ed oggi si presenta come una graziosa struttura neoclassica bianca, con un'ampia e raffinata loggia a colonne doriche, chiusa da finestroni che precedentemente non esistevano. L'edificio è concluso da una vasta terrazza scoperta che sovrasta il parco adiacente e la vista sulla baia di Napoli.
Il parco, di gusto inglese (molto probabilmente a causa delle vecchie proprietarie Lady Drummond e Carlotta Vanneck), è stato anch'esso ripetutamente rimaneggiato. Verso la fine del XIX secolo l'area verde venne impreziosita da un'ulteriore costruzione: la villa Anna, di pregevole gusto eclettico.